# Opus (muzyka)

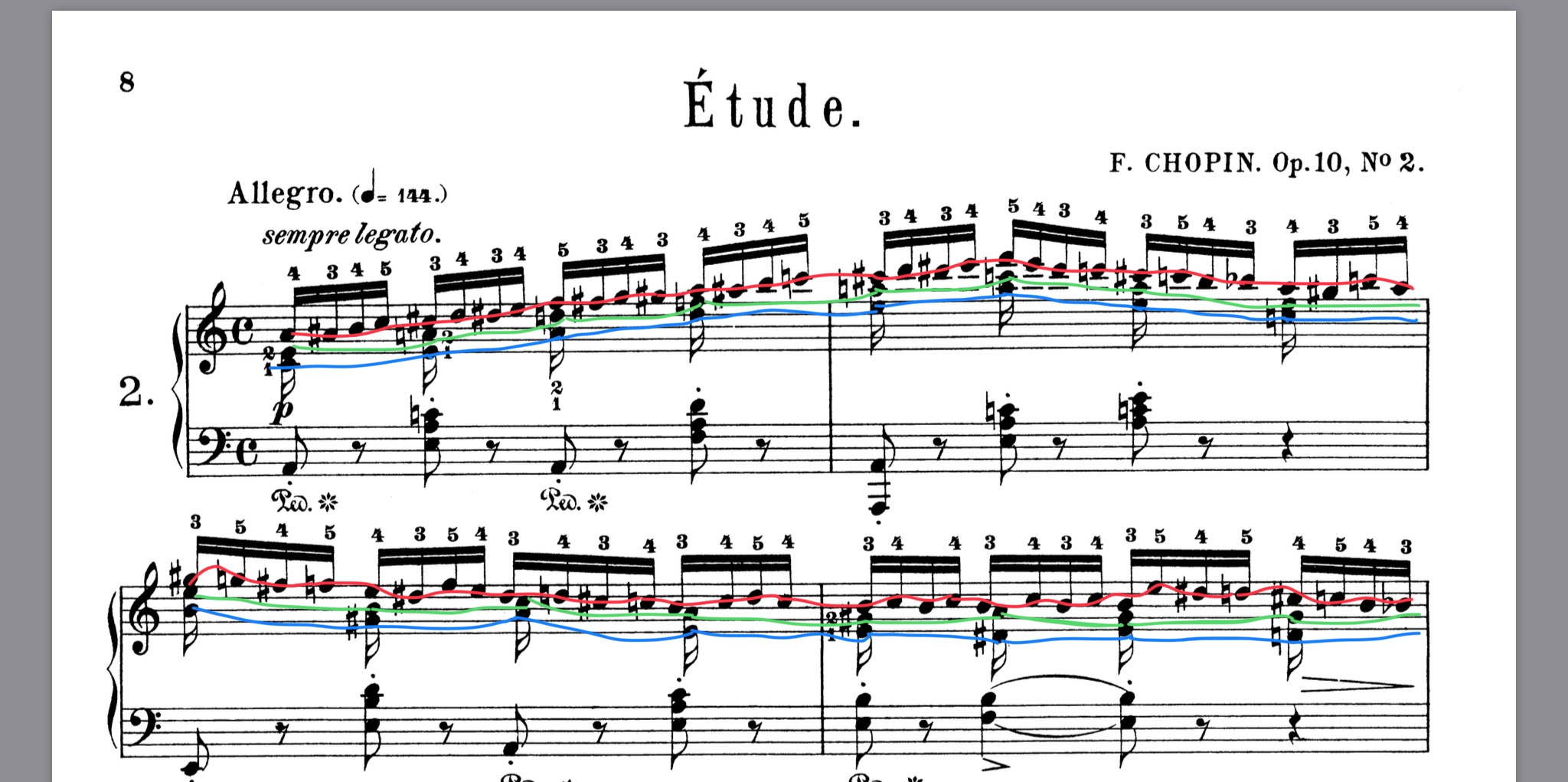
Etiuda a-moll opus 10 nr 2 Fryderyka Chopina

Opus (łac. dzieło) – w połączeniu z kolejnym numerem zapisanym liczbami arabskimi – to oznaczenie chronologiczne dzieła jednego kompozytora. Pierwszym kompozytorem, który użył tego oznaczenia, był Biagio Marini (w 1617 roku). Natomiast Ludwig van Beethoven jako pierwszy stosował numerację opusową systematycznie.
Zwyczajowo numer opusowy nadawany był przez wydawcę, grupując często po kilka kompozycji tego samego gatunku (np. 6 Kwartetów smyczkowych op. 18 Beethovena). Z tego powodu numeracja opusowa nie zawsze dokładnie odzwierciedla chronologię powstania dzieł (np. Koncert fortepianowy f-moll op. 21 Fryderyka Chopina powstał wcześniej niż jego Koncert e-moll op. 11, ale został później wydany). Dzieła wydane pośmiertnie bywają oznaczane liczbami opusowymi wyższymi niż nadane za życia kompozytora (np. op. 66–74 Chopina, zawierające jego utwory młodzieńcze, wydane staraniem Juliana Fontany), bądź też posiadają oznaczenie „op. posth.” (fr. posthume – pośmiertny), niekiedy również z kolejnym numerem.
Warte zaznaczenia jest, że w języku polskim, podobnie jak w łacinie, opus jest rodzaju nijakiego (to opus, opus pierwsze itp.).
Przykład opusowego oznaczenia dzieła: „IX Symfonia d-moll op. 125 [opus sto dwudzieste piąte] Ludwiga van Beethovena”.